# بری دیویس (کشتی‌گیر)
بری دیویس (انگلیسی: Barry Davis؛ زادهٔ ۱۷ سپتامبر ۱۹۶۱) کشتی‌گیر اهل ایالات متحده آمریکا بود.
وی در مسابقات کشوری و بین‌المللی در مجموع برندهٔ ۱ مدال طلا، ۲ مدال نقره، ۱ مدال برنز شده‌است.